# مجموعه تفریحی و ورزشی قصر یخ

سالن پاتیناژ مجموعهٔ قصر یخ

قصر یخ، نام یک مجموعهٔ ورزشی و تفریحی بود که در خیابان ولیعصر (پهلوی پیشین) نرسیده به میدان ونک وجود داشت.آرشیتکت آن مهندس شهیر دکتر داریوش بوربور بود که در سال ۱۳۴۶ ساخته شد.
شهرت قصر یخ در درجهٔ اول به خاطر سالن پاتیناژ آن بود. این مجموعه دارای بخش‌های مختلف دیگری چون باشگاه تیراندازی، استخر روباز، میزهای بیلیارد، سالن پاتیناژ و پیست اسکی بود.
مدیر و بنیانگذار قصر یخ، فریدون باتمانقلیچ پسر سپهبد نادر باتمانقلیچ بود و تأسیسات آن مطابق با آخرین فناوری‌های آن زمان و مانند باشگاه‌های تفریحی آمریکا و اروپا ساخته شده بود. این مجموعه پس از انقلاب اسلامی ایران تخریب شد.

## عضویت
قصر یخ یک باشگاه ورزشی-خانوادگی بود که به صورت محدود عضو قبول می‌کرد. با پرداخت حق عضویت سالیانه، اعضای باشگاه می‌توانستند با تخفیفات قابل ملاحظه‌ای که برای آن‌ها در نظر گرفته شده بود از امکانات باشگاه استفاده کنند.

## سالن پاتیناژ

نمایش هنرمندان اتریشی

در سال‌های ۱۳۴۲ و ۱۳۴۳ یکی از استخرهای شنای این مجموعه تغییر کاربری داده شد و به سالن پاتیناژ تبدیل شد. از یک مربی روس نیز دعوت به عمل آمد تا به آموزش صحیح فنون این ورزش در آنجا بپردازد؛ که از دلایل اصلی معروف شدن باشگاه قصر یخ سالن پاتیناژ آن بود که کودکان و بزرگسالان می‌توانستند در آنجا روی یخ لیز بخورند و حرکات موزون انجام دهند.
نمایش‌هایی نیز توسط هنرمندان پاتیناژ دیگر کشورهای جهان در باشگاه ورزشی قصر یخ به اجرا در می‌آمد.

## استخر
این مجموعه دارای استخر سرپوشیده، استخر روباز و حمام سونا نیز بود، استخر روباز قصر یخ روی تراس ساختمان و در محوطه‌ای به مساحت ۲۰۰۰ مترمربع قرار داشت و در کنار آن رستوران تراس و پیست اسکی قرار داشت.

## پیست اسکی
در قصر یخ پیست اسکی کوچکی وجود داشت که اسکی بازان می‌توانستند در تمامی فصل‌های سال با اسکی‌های آلپاین روی آن اسکی کنند. این پیست مصنوعی بود و با استفاده از الیاف مخصوص نایلونی ساخته شده بود که همان لغزندگی برف پیست‌های اسکی را داشت.

## پیست اتومبیلرانی
این باشگاه ورزشی، سالنی برای انجام مسابقات اتومبیلرانی داشت که بچه‌ها و بزرگترهای می‌توانستند به وسیله ماشینهای کورسی که به صورت مدل بودند و با نیروی برق کار حرکت می‌کردند، به رقابت بپردازند. این مسابقات در آمریکا به «اسلات ریسینگ» معروف هستند.

## نگارخانه

استخر روباز قصر یخ
پیست مصنوعی اسکی
سالن ماشینهای کورسی